# Cutlerville
Cutlerville is een plaats (census-designated place) in de Amerikaanse staat Michigan, en valt bestuurlijk gezien onder Kent County.

## Demografie
Bij de volkstelling in 2000 werd het aantal inwoners vastgesteld op 15.114.

## Geografie
Volgens het United States Census Bureau beslaat de plaats een oppervlakte van
15,5 km², geheel bestaande uit land. Cutlerville ligt op ongeveer 215 m boven zeeniveau.

## Plaatsen in de nabije omgeving
De onderstaande figuur toont nabijgelegen plaatsen in een straal van 16 km rond Cutlerville.